# Aeródromo Constitucionalista
El Aeródromo Constitucionalista o Aeródromo de Cuatro Ciénegas (Código OACI: MM64 – Código DGAC: CUC) es un pequeño campo de aviación ubicado el este de la ciudad de Cuatrociénegas, Coahuila y es operado por la Administradora Coahuilense de Infraestructura y Transporte Aéreo S.A. de C.V. Cuenta con una pista de aterrizaje de 1,200 metros de largo y 18 metros de ancho, una plataforma de aviación de 35m x 65m (2,275 metros cuadrados) y un pequeño edificio terminal. Actualmente solo opera aviación general; el aeródromo lleva el nombre de "Constitucionalista" en honor del personaje nativo de Cuatro Ciénegas Venustiano Carranza. En marzo de 2019 se anunció la ampliación de este aeródromo por parte del gobernador de Coahuila Miguel Riquelme Solís, con el fin de permitir las operaciones con aeronaves de mayor capacidad y fomentar el turismo.